# لیگ جهانی والیبال
لیگ جهانی والیبال یک رقابت بین‌المللی دوره‌ای و سالیانه برای تیم‌های ملی والیبال مردان بود که از نظر اعتبار بعد از المپیک و قهرمانی جهان سومین مسابقات رسمی جهان محسوب می‌شد. برای بانوان نیز رقابتی معادل لیگ جهانی به نام جایزه بزرگ جهان هر ساله برگزار می‌شد. عمر این مسابقات ۲۸ سال بود که از سال ۱۹۹۰  با مدیریت فدراسیون بین‌المللی والیبال  با قهرمانی ایتالیا آغاز شد و هر ساله ادامه یافت و سرانجام با رقابت‌های سال ۲۰۱۷ و قهرمانی فرانسه برای همیشه منحل شد و جای خود را به لیگ ملت‌های والیبال سپرد. بیشترین تعداد قهرمانی در این مسابقات با ۹ دوره به برزیل تعلق دارد و ایتالیا با ۸ دوره و روسیه با ۳ دوره و فرانسه با ۲ دوره در مکان‌های بعدی قرار دارند.
مرحله مقدماتی این مسابقات در گروه‌های مختلف و به‌صورت رفت و برگشت و دور نهایی رقابت‌ها به‌طور متمرکز در یک شهر با شرکت چهار تیم فینالیست برگزار می‌شد.
با پایان رقابت‌های ۲۰۱۷ مسابقات لیگ ملت‌ها با تغییراتی جایگزین این تورنمنت شد.

## تاریخچه

### ریشه‌ها

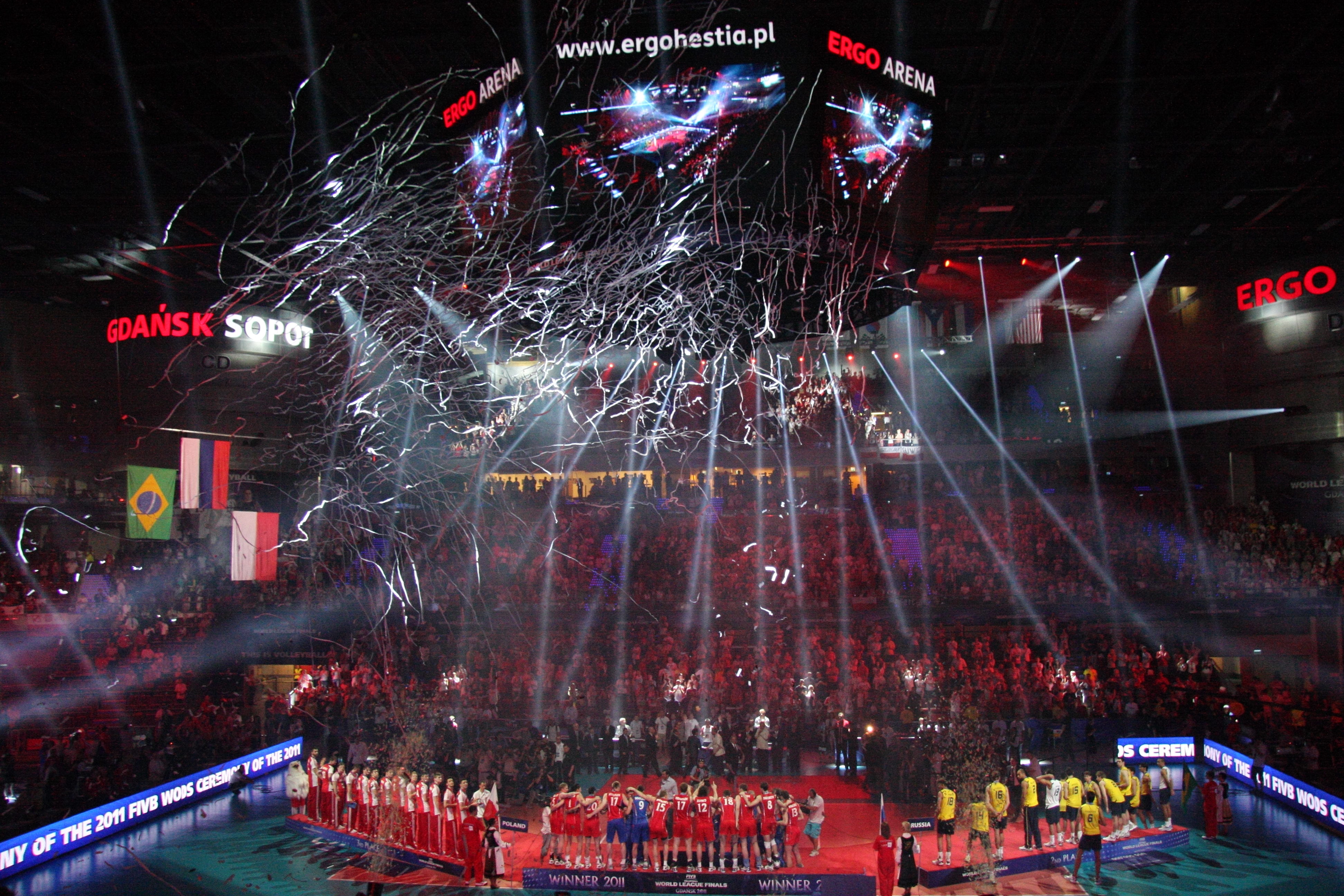
مراسم اختتامیه و اهدای جوایز و مدال لیگ جهانی ۲۰۱۱

لیگ جهانی والیبال در سال ۱۹۹۰ به عنوان بخشی از یک برنامهٔ بازاریابی راه‌اندازی شد تا نشان متمایز فعالیت‌های فدراسیون جهانی والیبال در اواخر قرن گردد. ایدهٔ برگزاری لیگ جهانی این بود که با معرفی رقابت‌های سالیانه‌ای که تماشای آن‌ها برای مخاطبین در سراسر دنیا جذابیت داشته باشند، ورزش والیبال ارتقاء یابد.
تا آن زمان رقابت‌های بین‌المللی والیبالی که تیم‌های برتر جهان درآنها حضور داشتند (مانند المپیک و قهرمانی جهان) در چرخه‌های چهارساله و با میزبانی یک کشور برگزار می‌شدند. در مقابل، لیگ جهانی به گونه‌ای طراحی شده بود که هر ساله برگزار گردد و میزبانی دورهٔ مقدماتی آن نیز به صورت چرخشی به شهرهای مختلف برگزار می‌رسید تا هر کشور بتواند در برخی از بازی‌ها میزبان باشد.
استراتژی فدراسیون جهانی والیبال در نهایت با موفقیت روبه‌رو شد و در آغاز قرن جدید لیگ جهانی به عنوان یک رویداد بین‌المللی پراهمیت در ورزش والیبال جایگاه خود را تثبیت نمود. دست و دلبازی در اهدای جوایز نقدی، کاستی‌های پرستیژ و سنت این رقابت‌ها را در چشم فدراسیون‌های ملی جبران می‌نمود. از سال ۱۹۹۰ تا ۲۰۰۴ مجموع جوایز نقدی توزیع شده میان برندگان از ۱ میلیون به ۱۳ میلیون دلار رسید و در سال ۲۰۰۶ این رقم تا ۲۰ میلیون دلار پیش رفت.
به دنبال موفقیت لیگ جهانی، فدراسیون جهانی والیبال در سال ۱۹۹۳ پروژهٔ خواهر آن به نام مسابقات جایزه بزرگ والیبال زنان را نیز افتتاح نمود که در آسیای شرقی با موفقیت همراه بود و تبدیل به رویدادی بسیار محبوب گشت اما در مقیاس جهانی به این میزان از محبوبیت دست نیافت.

### قهرمانان لیگ جهانی
در دهه ۹۰ ایتالیایی‌ها لیگ جهانی را تسخیر نمودند. در سه سال اول این رقابت‌ها تیم ایتالیا قهرمان شد. در سال ۱۹۹۳ برزیل با بهره‌گیری از امتیاز میزبانی مدال طلا را تصاحب نمود، اما ایتالیایی بلافاصله قهرمانی را پس گرفته و در سالهای ۱۹۹۴ و ۱۹۹۵ نیز به مدال طلا رسیدند.

## شمار حضور
برزیل و ایتالیا تنها تیم‌هایی هستند که در تمام ادوار لیگ جهانی حضور داشتند.
      تیمی که آخرین بار در گروه ۱ جای گرفت
      تیمی که آخرین بار در گروه ۲ جای گرفت
      تیمی که آخرین بار در گروه ۳ جای گرفت
      تیمی که در آخرین دورۀ لیگ جهانی حضور نداشت
| تیم                 | دور بین‌المللی | دور بین‌المللی | دور بین‌المللی | دور نهایی | دور نهایی | دور نهایی |
| تیم                 | شمار.         | نخستین        | آخرین         | شمار.     | نخستین    | آخرین     |
| ------------------- | ------------- | ------------- | ------------- | --------- | --------- | --------- |
| برزیل               | ۲۸            | ۱۹۹۰          | ۲۰۱۷          | ۲۵        | ۱۹۹۰      | ۲۰۱۷      |
| ایتالیا             | ۲۸            | ۱۹۹۰          | ۲۰۱۷          | ۲۲        | ۱۹۹۰      | ۲۰۱۶      |
| روسیه               | ۲۶            | ۱۹۹۰          | ۲۰۱۷          | ۲۲        | ۱۹۹۰      | ۲۰۱۷      |
| کوبا                | ۲۶            | ۱۹۹۱          | ۲۰۱۶          | ۱۵        | ۱۹۹۱      | ۲۰۱۲      |
| ژاپن                | ۲۴            | ۱۹۹۰          | ۲۰۱۷          | ۱         | ۲۰۰۸      | ۲۰۰۸      |
| فرانسه              | ۲۲            | ۱۹۹۰          | ۲۰۱۷          | ۷         | ۲۰۰۱      | ۲۰۱۷      |
| هلند                | ۲۱            | ۱۹۹۰          | ۲۰۱۷          | ۱۰        | ۱۹۹۰      | ۲۰۰۲      |
| صربستان             | ۲۰            | ۱۹۹۷          | ۲۰۱۷          | ۱۳        | ۲۰۰۰      | ۲۰۱۷      |
| ایالات متحده آمریکا | ۲۰            | ۱۹۹۰          | ۲۰۱۷          | ۱۱        | ۱۹۹۲      | ۲۰۱۷      |
| بلغارستان           | ۲۰            | ۱۹۹۴          | ۲۰۱۷          | ۱۰        | ۱۹۹۴      | ۲۰۱۳      |
| لهستان              | ۲۰            | ۱۹۹۸          | ۲۰۱۷          | ۹         | ۲۰۰۱      | ۲۰۱۶      |
| آرژانتین            | ۱۹            | ۱۹۹۶          | ۲۰۱۷          | ۵         | ۱۹۹۹      | ۲۰۱۳      |
| کرهٔ جنوبی           | ۱۹            | ۱۹۹۱          | ۲۰۱۷          | ۱         | ۱۹۹۵      | ۱۹۹۵      |
| چین                 | ۱۸            | ۱۹۹۰          | ۲۰۱۷          | ۱         | ۱۹۹۶      | ۱۹۹۶      |
| اسپانیا             | ۱۵            | ۱۹۹۵          | ۲۰۱۷          | ۳         | ۱۹۹۹      | ۲۰۰۳      |
| پرتغال              | ۱۴            | ۱۹۹۹          | ۲۰۱۷          | –         | –         | –         |
| یونان               | ۱۳            | ۱۹۹۳          | ۲۰۱۷          | ۱         | ۲۰۰۳      | ۲۰۰۳      |
| آلمان               | ۱۳            | ۱۹۹۲          | ۲۰۱۷          | ۱         | ۲۰۱۲      | ۲۰۱۲      |
| فنلاند              | ۱۳            | ۱۹۹۳          | ۲۰۱۷          | –         | –         | –         |
| کانادا              | ۱۱            | ۱۹۹۱          | ۲۰۱۷          | ۲         | ۲۰۱۳      | ۲۰۱۷      |
| ونزوئلا             | ۹             | ۲۰۰۱          | ۲۰۱۷          | –         | –         | –         |
| مصر                 | ۷             | ۲۰۰۶          | ۲۰۱۷          | –         | –         | –         |
| چک                  | ۵             | ۲۰۰۳          | ۲۰۱۷          | ۱         | ۲۰۰۳      | ۲۰۰۳      |
| استرالیا            | ۵             | ۱۹۹۹          | ۲۰۱۷          | ۱         | ۲۰۱۴      | ۲۰۱۴      |
| ایران               | ۵             | ۲۰۱۳          | ۲۰۱۷          | ۱         | ۲۰۱۴      | ۲۰۱۴      |
| پورتوریکو           | ۴             | ۲۰۱۱          | ۲۰۱۶          | –         | –         | –         |
| بلژیک               | ۴             | ۲۰۱۴          | ۲۰۱۷          | –         | –         | –         |
| مکزیک               | ۴             | ۲۰۱۴          | ۲۰۱۷          | –         | –         | –         |
| اسلواکی             | ۴             | ۲۰۱۴          | ۲۰۱۷          | –         | –         | –         |
| تونس                | ۴             | ۲۰۱۴          | ۲۰۱۷          | –         | –         | –         |
| ترکیه               | ۴             | ۲۰۱۴          | ۲۰۱۷          | –         | –         | –         |
| قزاقستان            | ۳             | ۲۰۱۵          | ۲۰۱۷          | –         | –         | –         |
| مونته‌نگرو           | ۳             | ۲۰۱۵          | ۲۰۱۷          | –         | –         | –         |
| تایوان              | ۲             | ۲۰۱۶          | ۲۰۱۷          | –         | –         | –         |
| قطر                 | ۲             | ۲۰۱۶          | ۲۰۱۷          | –         | –         | –         |
| اسلوونی             | ۲             | ۲۰۱۶          | ۲۰۱۷          | –         | –         | –         |
| اتریش               | ۱             | ۲۰۱۷          | ۲۰۱۷          | –         | –         | –         |
| استونی              | ۱             | ۲۰۱۷          | ۲۰۱۷          | –         | –         | –         |

- مجموع حضور روسیه با عناوین  اتحاد جماهیر شوروی و  سی‌آی‌اس نیز به حساب آمده است.
- مجموع حضور صربستان با عناوین  یوگسلاوی و  صربستان و مونته‌نگرو نیز به حساب آمده است.
- از زمان اجرای سیستم گروهی در سال ۲۰۱۴، تنها آمارهای دور نهایی گروه یک به عنوان دور نهایی محاسبه شده است، زیرا این دور برای کسب مدال است.

## نتایج
| سال         | میزبان        |                       | مقام قهرمانی          | مقام قهرمانی          | مقام قهرمانی          |            | مقام سومی             | مقام سومی | مقام سومی             |
| سال         | میزبان        | قهرمان                | نتیجه                 | دوم                   | سوم                   | نتیجه      | چهارم                 |           |                       |
| ----------- | ------------- | --------------------- | --------------------- | --------------------- | --------------------- | ---------- | --------------------- | --------- | --------------------- |
| ۱۹۹۰ جزئیات | اوزاکا        | · ایتالیا             | ۳–۰                   | · هلند                | · برزیل               | ۳–۱        | · اتحاد جماهیر شوروی  |           |                       |
| ۱۹۹۱ جزئیات | میلان         | · ایتالیا             | ۳–۰                   | · کوبا                | · اتحاد جماهیر شوروی  | ۳–۱        | · هلند                |           |                       |
| ۱۹۹۲ جزئیات | جنوا          | · ایتالیا             | ۳–۱                   | · کوبا                | · ایالات متحده آمریکا | ۳–۱        | · هلند                |           |                       |
| ۱۹۹۳ جزئیات | سائوپائولو    | · برزیل               | ۳–۰                   | · روسیه               | · ایتالیا             | ۳–۰        | · کوبا                |           |                       |
| ۱۹۹۴ جزئیات | میلان         | · ایتالیا             | ۳–۰                   | · کوبا                | · برزیل               | ۳–۲        | · بلغارستان           |           |                       |
| ۱۹۹۵ جزئیات | ریودو ژانیرو  | · ایتالیا             | ۳–۱                   | · برزیل               | · کوبا                | ۳–۲        | · روسیه               |           |                       |
| ۱۹۹۶ جزئیات | روتردام       | · هلند                | ۳–۲                   | · ایتالیا             | · روسیه               | ۳–۲        | · کوبا                |           |                       |
| ۱۹۹۷ جزئیات | مسکو          | · ایتالیا             | ۳–۰                   | · کوبا                | · روسیه               | ۳–۰        | · هلند                |           |                       |
| ۱۹۹۸ جزئیات | میلان         | · کوبا                | [ note ۱ ]            | · روسیه               | · هلند                | [ note ۱ ] | · ایتالیا             |           |                       |
| ۱۹۹۹ جزئیات | مار دل پلاتا  | · ایتالیا             | ۳–۱                   | · کوبا                | · برزیل               | ۳–۱        | · روسیه               |           |                       |
| ۲۰۰۰ جزئیات | روتردام       | · ایتالیا             | ۳–۲                   | · روسیه               | · برزیل               | ۳–۰        | · یوگسلاوی            |           |                       |
| ۲۰۰۱ جزئیات | کاتوویتس      | · برزیل               | ۳–۰                   | · ایتالیا             | · روسیه               | ۳–۰        | · یوگسلاوی            |           |                       |
| ۲۰۰۲ جزئیات | بلو هوریزونته | · روسیه               | ۳–۱                   | · برزیل               | · یوگسلاوی            | ۳–۱        | · ایتالیا             |           |                       |
| ۲۰۰۳ جزئیات | مادرید        | · برزیل               | ۳–۲                   | · صربستان و مونته‌نگرو | · ایتالیا             | ۳–۱        | · چک                  |           |                       |
| ۲۰۰۴ جزئیات | رم            | · برزیل               | ۳–۱                   | · ایتالیا             | · صربستان و مونته‌نگرو | ۳–۰        | · بلغارستان           |           |                       |
| ۲۰۰۵ جزئیات | بلگراد        | · برزیل               | ۳–۱                   | · صربستان و مونته‌نگرو | · کوبا                | ۳–۲        | · لهستان              |           |                       |
| ۲۰۰۶ جزئیات | مسکو          | · برزیل               | ۳–۲                   | · فرانسه              | · روسیه               | ۳–۰        | · بلغارستان           |           |                       |
| ۲۰۰۷ جزئیات | کاتوویتس      | · برزیل               | ۳–۱                   | · روسیه               | · ایالات متحده آمریکا | ۳–۱        | · لهستان              |           |                       |
| ۲۰۰۸ جزئیات | ریودوژانیرو   | · ایالات متحده آمریکا | ۳–۱                   | · صربستان             | · روسیه               | ۳–۱        | · برزیل               |           |                       |
| ۲۰۰۹ جزئیات | بلگراد        | · برزیل               | ۳–۲                   | · صربستان             | · روسیه               | ۳–۰        | · کوبا                |           |                       |
| ۲۰۱۰ جزئیات | کوردوبا       | · برزیل               | ۳–۱                   | · روسیه               | · صربستان             | ۳–۲        | · کوبا                |           |                       |
| ۲۰۱۱ جزئیات | گدانسک        | · روسیه               | ۳–۲                   | · برزیل               | · لهستان              | ۳–۰        | · آرژانتین            |           |                       |
| ۲۰۱۲ جزئیات | صوفیه         | · لهستان              | ۳–۰                   | · ایالات متحده آمریکا | · کوبا                | ۳–۲        | · بلغارستان           |           |                       |
| ۲۰۱۳ جزئیات | مار دل پلاتا  | · روسیه               | ۳–۰                   | · برزیل               | · ایتالیا             | ۳–۲        | · بلغارستان           |           |                       |
| ۲۰۱۴ جزئیات | فلورانس       |                       | · ایالات متحده آمریکا | ۳–۱                   | · برزیل               |            | · ایتالیا             | ۳–۰       | · ایران               |
| ۲۰۱۵ جزئیات | ریودو ژانیرو  |                       | · فرانسه              | ۳–۰                   | · صربستان             |            | · ایالات متحده آمریکا | ۳–۰       | · لهستان              |
| ۲۰۱۶ جزئیات | کراکوف        |                       | · صربستان             | ۳–۰                   | · برزیل               |            | · فرانسه              | ۳–۰       | · ایتالیا             |
| ۲۰۱۷ جزئیات | کوریتیبا      |                       | · فرانسه              | ۳–۲                   | · برزیل               |            | · کانادا              | ۳–۱       | · ایالات متحده آمریکا |

نکات1. 

## جدول مدال‌ها
| رتبه            | کشور                             | طلا | نقره | برنز | مجموع |
| --------------- | -------------------------------- | --- | ---- | ---- | ----- |
| ۱               | برزیل                            | ۹   | ۷    | ۴    | ۲۰    |
| ۲               | ایتالیا                          | ۸   | ۳    | ۴    | ۱۵    |
| ۳               | روسیه                            | ۳   | ۵    | ۶    | ۱۴    |
| ۴               | ایالات متحده آمریکا              | ۲   | ۱    | ۳    | ۶     |
| ۵               | فرانسه                           | ۲   | ۱    | ۱    | ۴     |
| ۶               | کوبا                             | ۱   | ۵    | ۳    | ۹     |
| ۷               | صربستان                          | ۱   | ۳    | ۱    | ۵     |
| ۸               | هلند                             | ۱   | ۱    | ۱    | ۳     |
| ۹               | لهستان                           | ۱   | ۰    | ۱    | ۲     |
| ۱۰              | یوگسلاوی / · صربستان و مونته‌نگرو | ۰   | ۲    | ۲    | ۴     |
| ۱۱              | اتحاد جماهیر شوروی               | ۰   | ۰    | ۱    | ۱     |
| ۱۱              | کانادا                           | ۰   | ۰    | ۱    | ۱     |
| مجموع (۱۲ کشور) | مجموع (۱۲ کشور)                  | ۲۸  | ۲۸   | ۲۸   | ۸۴    |

## باارزش‌ترین بازیکن‌ها
- ۱۹۹۰ –  – آندره‌آ زورزی
- ۱۹۹۱ –  – آندره‌آ زورزی
- ۱۹۹۲ –  – لورنزو برناردی
- ۱۹۹۳ –  – جیووانی گاویو
- ۱۹۹۴ –  – آندره‌آ جیانی
- ۱۹۹۵ –  – دیمیتری فومین
- ۱۹۹۶ –  – لورنزو برناردی
- ۱۹۹۷ –  – خودو خورتزن
- ۱۹۹۸ –  – اوسوالدو هرناندز
- ۱۹۹۹ –  – اوسوالدو هرناندز
- ۲۰۰۰ –  – آندره‌آ سارتورتی
- ۲۰۰۱ –  – ایوان میلیکوویچ
- ۲۰۰۲ –  – ایوان میلیکوویچ
- ۲۰۰۳ –  – ایوان میلیکوویچ
- ۲۰۰۴ –  – آندره‌آ سارتورتی
- ۲۰۰۵ –  – ایوان میلیکوویچ
- ۲۰۰۶ –  – جیبا
- ۲۰۰۷ –  – ریکاردو گارسیا
- ۲۰۰۸ –  – لویی بال
- ۲۰۰۹ –  – سرجیو سانتوس
- ۲۰۱۰ –  – موریلو اندرس
- ۲۰۱۱ –  – ماکسیم میخائیلوف
- ۲۰۱۲ –  – بارتوش کورک
- ۲۰۱۳ –  – نیکولای پاولوف
- ۲۰۱۴ –  – تیلور ساندر
- ۲۰۱۵ –  – اروین انگاپت
- ۲۰۱۶ –  – مارکو ایوویچ
- ۲۰۱۷ –  – اروین انگاپت